# Bozieni (Hîncești)
Bobeica è un comune della Moldavia situato nel distretto di Hîncești di 2.336 abitanti al censimento del 2004

## Località
Il comune è formato dall'insieme delle seguenti località (popolazione 2004):
- Bozieni (1.986 abitanti)
- Dubovca (350 abitanti)